# 「ビクター・甲子園ポスター」キャンペーン
「ビクター・甲子園ポスター」キャンペーンは、1980年から2008年まで日本ビクター（現・JVCケンウッド）が行っていた、夏の全国高等学校野球選手権大会の出場校名が入ったポスターのキャンペーンである。

## 概要
夏の風物詩として知名度が高いキャンペーンでもあり、阪神甲子園球場出場を果たした学校名入りのポスターが大会期間中、出場校の地元を中心として、鉄道駅や電気店などに掲示されていた。
1987年からは、高校球児と同世代の現役高校生である女性アイドルを起用するようになった（1997年モデルの松本恵（現・松本莉緒）のみ起用当時中学3年生）。
1987年の酒井法子から1996年の村田和美までは、ビクターエンタテインメント（旧・ビクター音楽産業）から歌手デビューしていた（1991年の大路恵美は歌手デビューせず。1992年の持田真樹と1994年の菅野美穂は、歌手デビュー前に起用）。

## キャンペーンモデル
- 1980-1983年 - 実写
- 1984年 - 野球漫画・アニメ「ドカベン」
- 1985-1986年 - 野球漫画・アニメ「タッチ」の上杉達也、浅倉南
- 1987-1988年 - 酒井法子
- 1989年 - 高岡早紀
- 1990年 - 高橋由美子
- 1991年 - 大路恵美
- 1992年 - 持田真樹
- 1993年 - 酒井美紀
- 1994-1995年 - 菅野美穂
- 1996年 - 村田和美
- 1997年 - 松本恵（現・松本莉緒…唯一の中学生）
- 1998年 - 清水千賀
- 1999年 - 吹石一恵
- 2000年 - 向山愛里（現：愛里）
- 2001年 - 上戸彩
- 2002年 - 渡辺杏（現・杏）
- 2003年 - 石原さとみ
- 2004年 - 鈴木杏
- 2005年 - 戸田恵梨香
- 2006年 - 藤井美菜（朝日新聞のキャンペーンガールを兼任）
- 2007年 - 南沢奈央
- 2008年 - 石橋杏奈
- 2009年以降 - 業績低迷による経費節減のため取り止め